# Cave Creek
Cave Creek és una població dels Estats Units a l'estat d'Arizona. Segons el cens del 2007 tenia 5.120 habitants.

## Demografia
Segons el cens del 2000, Cave Creek tenia 3.728 habitants, 1.571 habitatges, i 1.101 famílies La densitat de població era de 51 habitants/km².
Dels 1.571 habitatges en un 27,1% hi vivien nens de menys de 18 anys, en un 59% hi vivien parelles casades, en un 7,4% dones solteres, i en un 29,9% no eren unitats familiars. En el 24,3% dels habitatges hi vivien persones soles el 6,2% de les quals corresponia a persones de 65 anys o més que vivien soles. El nombre mitjà de persones vivint en cada habitatge era de 2,37 i el nombre mitjà de persones que vivien en cada família era de 2,8.
Per edats la població es repartia de la següent manera: un 20,9% tenia menys de 18 anys, un 5,5% entre 18 i 24, un 24,2% entre 25 i 44, un 36,1% de 45 a 60 i un 13,3% 65 anys o més.
L'edat mediana era de 45 anys. Per cada 100 dones de 18 o més anys hi havia 97,5 homes.
La renda mediana per habitatge era de 59.938 $ i la renda mediana per família de 76.549 $. Els homes tenien una renda mediana de 50.399 $ mentre que les dones 31.607 $. La renda per capita de la població era de 38.070 $. Aproximadament el 6% de les famílies i el 7,7% de la població estaven per davall del llindar de pobresa.

## Poblacions més properes
El següent diagrama mostra les poblacions més properes.